# Yébleron
Yébleron – miejscowość i gmina we Francji, w regionie Normandia, w departamencie Sekwana Nadmorska.
Według danych na rok 1990 gminę zamieszkiwało 1268 osób, a gęstość zaludnienia wynosiła 122 osoby/km² (wśród 1421 gmin Górnej Normandii Yébleron plasuje się na 171. miejscu pod względem liczby ludności, natomiast pod względem powierzchni na miejscu 326.).